# Johann Georg Albrecht Höpfner
Johann Georg Albrecht Höpfner (* 20. Januar 1759 in Bern; † 16. Januar 1813 ebenda) war ein Schweizer Pharmazeut, Journalist und Schriftsteller.

## Leben und Werk
Höpfner war der Sohn des aus Münzesheim stammenden Apothekers Johann Georg. Dieser wanderte nach Biel aus und heiratete Catharina, geborene Jersing († 14. September 1792). Drei Jahre nach der Einbürgerung zog die Familie von Biel nach Bern. Hier lebten sie im Apothekerhaus des Bartholomäus Knecht an der Judengasse. Der im selben Haus lebende Münzgraveur Johann Kaspar Mörikofer (1733–1803) war der Pate von Höpfner.
1766 wurde dem Vater Höpfner die Erlaubnis erteilt, seinen Sohn «in die lateinischen Schulen allhier» zu schicken. 1776 lebte Höpfner in Lausanne, lernte die französische Sprache und studierte Chemie. Anschliessend studierte er einige Semester in Langensalza bei Johann Christian Wiegleb. Weitere Studien folgten in Tübingen, Ludwigsburg und Sachsen. 1781 doktorierte Höpfner in Leipzig. Wieder in Bern, arbeitete er im väterlichen Geschäft und übernahm nach dessen Tod 1785 die Apotheke. Als 1786 die Naturforschende Gesellschaft in Bern gegründet wurde, gehörte er zu deren Gründungsmitgliedern.
1788 heiratete er Margaritha Elisabetha, geborene Graf. Zusammen hatten sie die als Einjährige verstorbene Tochter Elisabetha Margaritha Catharina und Elisabetha Margaritha Johanna.
Höpfner musste 1800 wegen Konkurses die Apotheke aufgeben. Sein Besitz in Bern wie auch sein Haus an der Schmiedgasse in Biel wurden versteigert. Mit dem verbliebenen Besitz richtete sich die Familie am Weibermarkt und später an der Kesslergasse und weiteren Orten in der Stadt Bern ein.
Da Höpfner nicht mehr als Apotheker arbeiten konnte, wandte er sich der Schriftstellerei zu. In seinem Bestreben, Bildung zu verbreiten, eröffnete er 1802 gegenüber dem Hôtel de Musique ein «Lesekabinett» mit Leihbüchern, verbunden mit einem öffentlichen, zum Lesen eingerichteten Saal. Dort standen auch Wörterbücher, Karten und Schreibmaterialien zur Verfügung. Wer zehn «Batzen» bezahlte, konnte sich den ganzen Tag im Lesesaal aufhalten. In der Folge wurde der Ort zu einem Mittelpunkt der Geselligkeit, vor allem für die politisierende Bevölkerung der Stadt Bern. Höpfner wollte, dass in seiner Leihbibliothek die besten Journale in deutscher und französischer Sprache zugänglich waren. Die Auswahl der ausgelegten Schriften wurde in erster Linie von Höpfners Interessen, in zweiter vom Verlangen des Publikums nach politischen Tagesneuigkeiten, vielleicht auch von einem mässigen Schönheitsbedürfnis und ein wenig vom Modegewissen der Bessergekleideten, geleitet. Zudem gab er das «Magazin für die Naturkunde Helvetiens», die einflussreiche «Helvetische Monatszeitschrift» und ab 1801 die «Gemeinnützigen schweizerischen Nachrichten» heraus. Der Berner Ratsherr Benoit von der Zensur-Kommission wollte 1811 wegen scheinbar unsittlicher Lektüre den Lesesaal schliessen lassen, was ihm jedoch nicht gelang.
Höpfner verband seine Überzeugung von der Notwendigkeit einer einheitlichen Staatsverfassung mit seiner tiefgehenden Abneigung gegen die Demokratie. So war er für die ehemalige Zentralisation der aristokratischen Kantone und engagierte sich als konservativ-aristokratisch gesinnter Aufklärer während der Helvetik gegen die Unitarier vom Lande.
Der allgemeinen Unterdrückung «Helvetiens» voraus ging 1798 die Unterdrückung Biels, als dieses Teil der Ersten Französischen Republik wurde. So verlangte Höpfner die Restitution Biels und suchte die öffentliche Meinung für die Angelegenheit zu interessieren, was ihm eine kurzzeitige Festnahme eintrug.
Höpfner verstarb nach kurzer Krankheit. Seine letzte Ruhestätte fand er auf dem «Werkhofgottesacker» in Bern. Seine Frau verstarb dreizehn Jahre später am 28. November 1826 an Tuberkulose.
Höpfner war Mitglied in vielen gelehrten Gesellschaften der Schweiz sowie der kurfürstlich mainzischen Akademie und derjenigen in Berlin und Mannheim. Ebenso war er ein Mitglied der Gesellschaft für Bergbauleute in Halle und Korrespondent der Göttinger Akademie.